# Industriepark
Ein Industriepark ist ein Gewerbepark, auf dem mehrere unabhängige Industrieunternehmen einer oder mehrerer Branchen tätig sind. Die Standortunternehmen sind untereinander durch gemeinsame Wertschöpfungsketten verbunden und teilen sich die standortbezogenen Infrastruktur- und Dienstleistungen, die oft durch eine öffentliche oder private Betreibergesellschaft erbracht werden. In der chemischen Industrie wird oft auch die Bezeichnung Chemiepark verwandt.

## Konzept
Die Bildung von Industrieparks ist ein Instrument der kommunalen Wirtschaftsförderung und eine besondere Form des Outsourcing, damit die beteiligten Unternehmen durch Konzentration auf ihre Kernkompetenz einen Wettbewerbsvorteil erlangen, z. B. durch Synergien und Skaleneffekte im Betrieb einer kapitalintensiven Infrastruktur, oder durch Verringerung der Kapazitätsbindung für Dienstleistungen. Der Betreiber eines Industrieparks verfolgt das Ziel, durch Ausnutzung von Standortfaktoren die Attraktivität des Industrieparks zu verbessern und (z. B. durch Neuansiedlungen) seine Opportunitätskosten zu senken.
Der Begriff Industriepark wird seit den 1960er Jahren verwendet. Die Mehrzahl der Industrieparks entstand seit den 1990er Jahren, vor allem in der Automobilindustrie und der Chemischen Industrie, deren Industrieparks oft auch als Chemiepark bezeichnet werden. Die meisten Industrieparks sind nicht durch gezielte Ansiedlung von Unternehmen an einem neuen Standort entstanden, sondern durch Ausgliederung oder Verkauf von Unternehmensteilen an bestehenden Standorten, in den Neuen Bundesländern auch durch Auflösung der ehemaligen Chemiekombinate. Da es in der Regel keinen gesamtverantwortlichen Betreiber gibt, ist der rechtliche Status von Industrieparks im Einzelfall zu betrachten. Es gibt jedoch Bestrebungen, die Rechts- und Vollzugsfragen im Zusammenhang mit Industrieparks einheitlich zu regeln, z. B. unter dem Gesichtspunkt des Störfallrechts sowie des Wasserrechts, des Gefahrgutrechts und des Chemikalienrechts.
Die heute bestehenden Industrieparks lassen sich im Wesentlichen in drei Betreibermodelle kategorisieren:
1. Die meisten Industrieparks verfügen über eine Infrastrukturgesellschaft, die den Standortunternehmen nicht nur Flächen zur Verfügung stellt, sondern auch Infrastruktur und Dienstleistungen. Diese Leistungen werden zusammenfassend als Industrieparkmanagement bezeichnet. Die Infrastrukturgesellschaft kann zugleich Eigentümer des Industrieparks sein. Sie kann ein branchenfremdes Unternehmen sein (z. B. Tochtergesellschaft eines Energiekonzerns). Oft ist sie aber eine Tochtergesellschaft oder ein Gemeinschaftsunternehmen anderer Standortunternehmen. Ihre Leistungen stehen im Allgemeinen frei im Wettbewerb, sofern ein Rahmenvertrag nicht andere Regelungen vorsieht (z. B. Abnahmepflichten für bestimmte Leistungen, Last Call).
2. Einzelne, meist kleinere Industrieparks haben keine Infrastrukturgesellschaft, sondern die Standortunternehmen erbringen alle erforderlichen Dienstleistungen selbst oder beschaffen sie bei darauf spezialisierten Unternehmen.
3. In manchen Industrieparks übernimmt eine der Standortgesellschaften als major user auch die Funktion der Infrastrukturgesellschaft.

## Industrieparkmanagement
Die einzelnen Leistungen des Industrieparkmanagements können sich von Standort zu Standort unterscheiden. Typische Leistungen sind in jedem Fall:

### Energieversorgung
Als Energie wird im Allgemeinen nicht nur Primärenergie (z. B. Erdgas) und Strom verstanden, sondern auch andere über Kabel- und Rohrnetze verteilte Medien. Hierzu zählen z. B. Technische Gase (z. B. Druckluft, Sauerstoff, Stickstoff, Wasserstoff), Wasser (Trinkwasser, Vollentsalztes Wasser, Kühlwasser und spezielle Wasserqualitäten für die Produktion) und Kältemittel (z. B. Kühlsole, Ammoniak). Eine besondere Rolle spielt die Dampferzeugung, da Dampf im Industriepark nicht nur zur Stromerzeugung in Kraftwerken benötigt wird, sondern auch zur Übertragung von Wärme für die Produktion. Durch Kraft-Wärme-Kopplung lassen sich dabei verhältnismäßig hohe Wirkungsgrade erreichen. Als Brennstoffe in Industriekraftwerken werden neben Erdgas und Kohle zunehmend auch Biogas und Ersatzbrennstoff eingesetzt.

### Entsorgung
Eine wichtige Aufgabe im Industrieparkmanagement ist die sachgemäße Entsorgung der am Standort erzeugten Abfälle. Hierzu zählen neben dem anfallenden Haus- und Gewerbemüll im Allgemeinen auch giftige Abfälle, die meist in besonderen Verbrennungsanlagen entsorgt werden. An Produktions- und Forschungsstandorten entstehende Abwässer werden meist in eigenen biologischen Kläranlagen entsorgt.

### Facilitymanagement
Die Verwaltung und Bewirtschaftung von Gebäuden, Anlagen und Einrichtungen eines Standortes bezeichnet man als Facilitymanagement. Aus dem besonderen Charakter eines geschlossenen Industriegeländes ergeben sich dabei meist Anforderungen, die über die herkömmliche Definition von kaufmännischem, technischem und infrastrukturellem Facilitymanagement hinausgehen. Große Standorte verfügen z. B. meist über eine eigene Werkfeuerwehr und einen Werkschutz. Zum Facilitymanagement im weitesten Sinne kann auch der Betrieb einer Infrastruktur für Informationstechnik und Telekommunikation gehören.

### Standortlogistik
Zur Standortlogistik gehört die Lagerhaltung für Roh-, Hilfs- und Betriebsstoffe sowie für Vorprodukte und Fertigerzeugnisse. Wareneingänge und -ausgänge eines Industrieparks erfordern besondere Einrichtungen am Werkstor, z. B. für die Abfertigung von Gefahrguttransporten oder für die Verwiegung von Fahrzeugen.
Viele Standorte verfügen über einen Bahnanschluss sowie über einen Hafenbetrieb. Werksinterne Transporte werden mit Straßenfahrzeugen oder mittels einer Werkbahn durchgeführt.

### Öffentlichkeitsarbeit
Ein besonders in der chemischen Industrie wichtiger Bestandteil des Industrieparkmanagements sind die Organisation eines effektiven Notfallmanagements sowie die Öffentlichkeitsarbeit, vor allem in Form von Krisenkommunikation.